# دي بارنز
دي بارنز (بالإنجليزية: Dee Barnes) هي رابر وممثلة أمريكية، (و. القرن 20  م).

## وصلات خارجية
- دي بارنز على موقع IMDb (الإنجليزية)
- دي بارنز على موقع ميوزك برينز (الإنجليزية)
- دي بارنز على موقع أول موفي (الإنجليزية)